# Martin Fehr

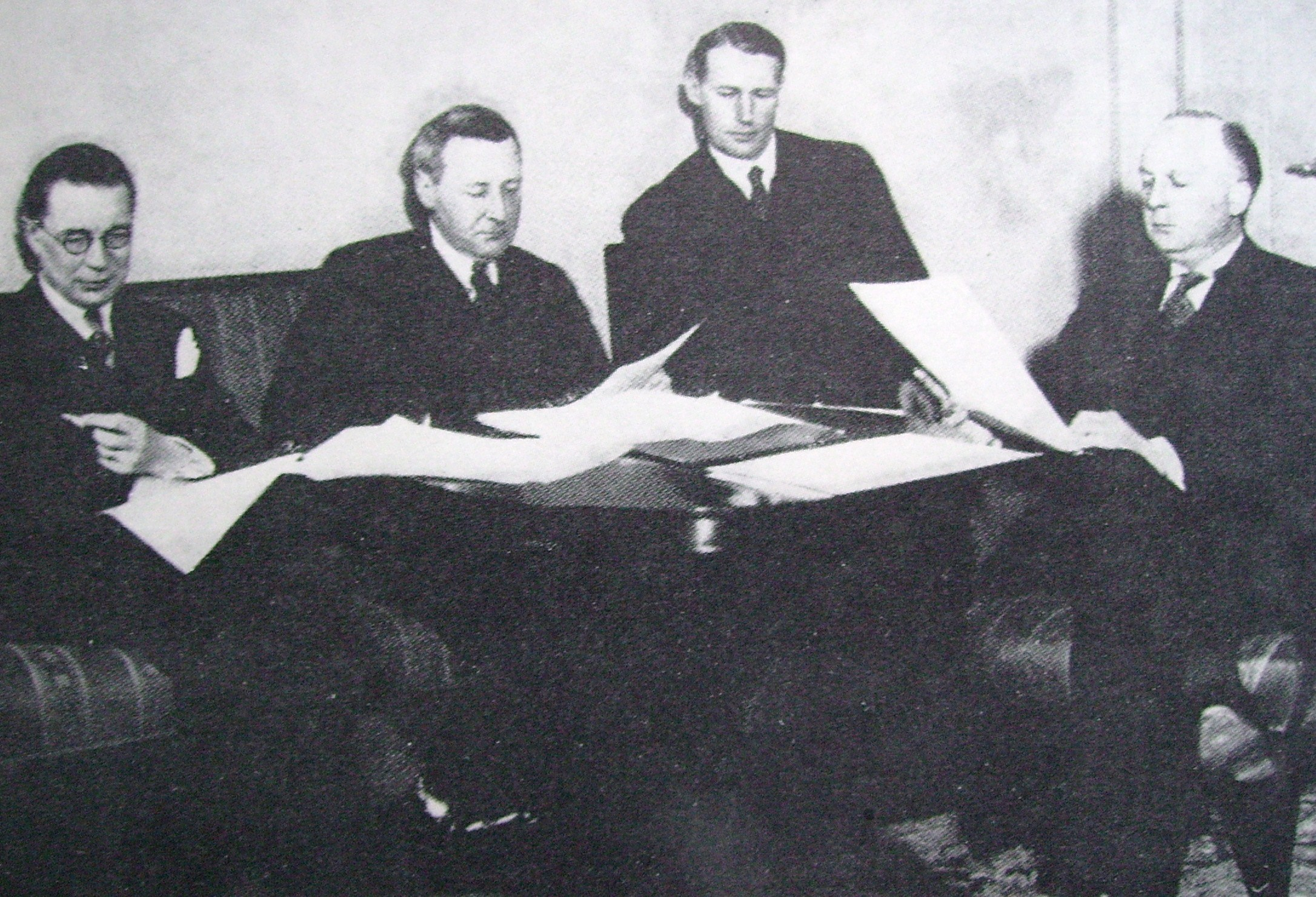
Kreugerkommissionen: Ernfrid Browaldh, Torsten Nothin, Jacob Wallenberg och Martin Fehr.

Martin Nikolaus Fehr, född 6 december 1885 i Stockholm, död där 20 februari 1938, var en svensk jurist, politiker (liberal) och handelshögskolerektor.  

## Utbildning
Fehr var elev vid Södermalms högre allmänna läroverk 1895–1903 och blev student vid Uppsala universitet 1903.

## Akademisk karriär
Martin Fehr blev juris doktor 1910 och var docent i romersk rätt vid Uppsala universitet 1910–1917, under åren 1910–1913 även som tillförordnad professor i juridisk encyklopedi, romersk rätt och internationell privaträtt samt 1913–1914 som tillförordnad professor i civilrätt och romersk rätt. 
Åren 1919–1938 var han professor i rättsvetenskap vid Handelshögskolan i Stockholm. Han var Handelshögskolan i Stockholms andra rektor 1929-1936. Genom sin tjänst som rektor var han ex officio, genom sitt ämbete, garanterad en plats i Handelshögskolan i Stockholms direktion, högskolans högsta verkställande organ. Han var även ordförande för Stockholms fondbörs 1932–1937.

## Politisk karriär
Mellan 1923 och 1930 var Fehr riksdagsledamot i första kammaren för Stockholms och Uppsala läns valkrets. Han tillhörde Liberala samlingspartiet, och vid partisplittringen hösten 1923 anslöt han sig till Liberala riksdagspartiet, som var riksdagsgrupp för Sveriges liberala parti. I riksdagen var han bland annat ledamot av konstitutionsutskottet 1927-1928 och av första lagutskottet 1929-1930. Han engagerade sig bland annat i civilrättsliga frågor och var även en förespråkare av stärkt personval.

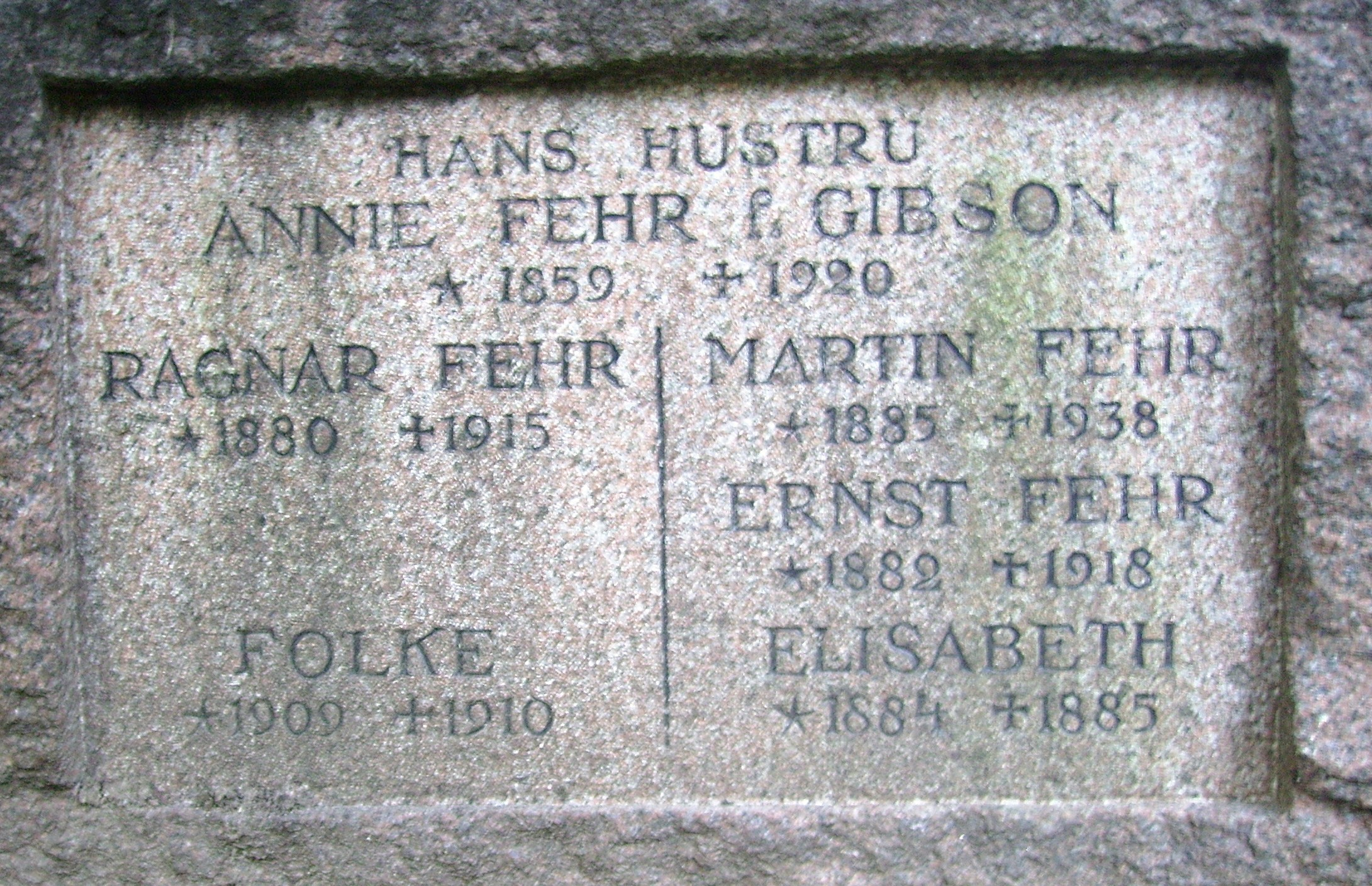
Martin Fehrs gravvård (samma grav som Fredrik Fehr).

När Ernst Lyberg aviserade sin avgång som partiledare för Sveriges liberala parti 1932, drev den moderatliberala falangen igenom att Martin Fehr i juli samma år utsågs till ny partiledare och att valet skulle vara "strängt konfidentiellt". Bakgrunden till detta var att partiets landsmöte dessförinnan i juni månad hade uttalat sig för en återförening med Frisinnade landsföreningen, som vid denna tid leddes av Carl Gustaf Ekman. Eftersom Martin Fehr var konkursförvaltare för Kreuger & Toll, vars affärer med Ekman vid denna tid var hett omdiskuterade, ansågs det känsligt att Fehrs samtidiga roll som ledare för det liberala partiet var allmänt känd. I augusti 1932 avgick Ekman, och Fehr kom i praktiken aldrig att tillträda posten som partiledare. 
Han är begravd på Norra begravningsplatsen i Solna kommun.

## Familj
Fehr var son till pastor primarius Fredrik Fehr och Annie Martina Gibson född i släkten Gibson (1862–1920).